# Jerry Wisdom
Jerry Wisdom, född 28 oktober 1947, död 8 augusti 2009, var en friidrottare från Bahamas. Han deltog vid olympiska sommarspelen 1968.